# Notoxus nuperus
Notoxus nuperus är en skalbaggsart som beskrevs av Horn 1884. Notoxus nuperus ingår i släktet Notoxus och familjen kvickbaggar.

## Underarter
Arten delas in i följande underarter:
- N. n. haustrus
- N. n. nuperus